# Diacodexis
Diacodexis is een geslacht van uitgestorven zoogdieren uit de familie Dichobunidae van de evenhoevigen. Dit dier was in het Vroeg-Eoceen wijdverspreid over Noord-Amerika, Europa en Azië. Tot het geslacht Diacodexis behoren de oudste evenhoevigen.

## Kenmerken
Diacodexis had met een lengte van ongeveer een halve meter het formaat van een konijn. Dit hoefdier had korte oren, een lange staart en achterpoten die langer waren dan de voorpoten. De slanke poten waren aangepast aan het rennen en springen. De lichaamsbouw komt overeen met die van dwergherten. De vier tenen aan iedere voet waren uitgerust met kleine hoeven, waarbij de tweede en vijfde teen gereduceerd waren. De tanden wijzen er op dat Diacodexis een bladeter was en daarnaast werden vermoedelijk ook vruchten, zaden en insecten gegeten.

## Ontwikkeling
Diacodexis ontwikkelde zich vermoedelijk in het vroegste Eoceen in Azië. Vervolgens migreerde het tijdens het Paleocene-Eocene Thermal Maximum eerst naar Europa en vervolgens Noord-Amerika via landbruggen in de regio van Groenland. De Noord-Amerikaanse soorten namen in de loop van het Wasatchian toe in grootte met D. ilicis als kleinste soort, D. metsiacus als middelgrote soort en D. robustus als grootste soort tijdens deze periode in het Bighorn-bekken.

## Fossiele vondsten
De oudste fossielen van Diacodexis werden in de jaren tachtig van de negentiende eeuw gevonden in de centrale delen van de Verenigde Staten en beschreven door Edward Drinker Cope. Later zijn ook fossielen gevonden in andere delen van Noord-Amerika, evenals in West-Europa, oostelijk Azië en Indo-Pakistan. In 1982 werd een vrijwel compleet skelet van Diacodexis uit de Willwood-formatie in Wyoming beschreven door Kenneth Rose, dat veel kennis over het uiterlijk en de leefwijze van dit hoefdier opleverde.